# Чехівці
Че́хівці— село в Україні, в Житомирському районі, Житомирської області. Населення становить 152 осіб.

## Географія
На північному заході від села бере початок річка Вива.

## Історія
Колишні назви Цехівці, Трибель. У 1906 році село Пулинської волості Житомирського повіту Волинської губернії. Відстань від повітового місті 28 верст, від волості 16. Дворів 37, мешканців 432.
Колишній орган місцевого самоврядування — Новозаводська сільська рада.